# Khalefa Ahmed Mohamed
Khalefa Ahmed Mohamed (23 de novembro de 1983) é um futebolista sudanês que atua como defensor.

## Carreira
Khalefa Ahmed Mohamed representou o elenco da Seleção Sudanesa de Futebol no Campeonato Africano das Nações de 2012.